# Martin Short

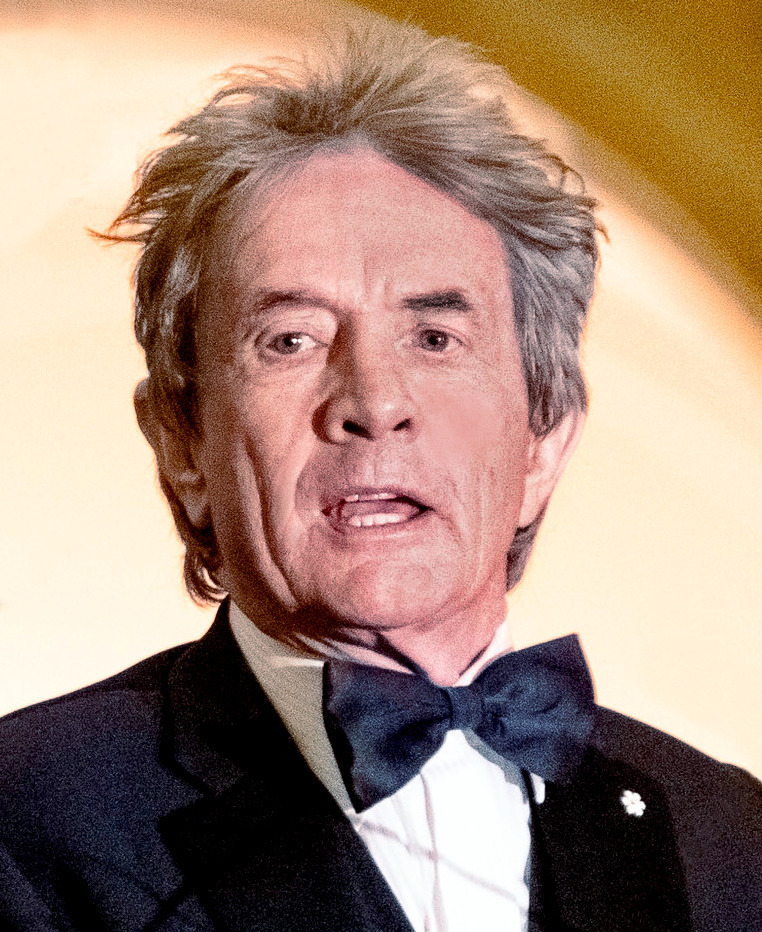
Martin Short (2021)

Martin Hayter Short OC (* 26. März 1950 in Hamilton, Ontario) ist ein kanadischer Schauspieler, Komiker, Drehbuchautor, Sänger und Produzent.
In Deutschland ist er vor allem für seine Darstellung in Filmkomödien wie Die Reise ins Ich oder Mars Attacks! sowie Fernsehserien wie Only Murders in the Building bekannt. Der Durchbruch in Kanada und den USA gelang ihm in den 1980er Jahren als Ensemble-Mitglied der Comedy-Shows Second City Television beziehungsweise Saturday Night Live.

## Leben

### Frühes Leben und erste Rollen
Short wurde als jüngstes von fünf Kindern von Charles Patrick Short (1909–1970), einem Flüchtling des Irischen Unabhängigkeitskrieges, und Olive Hayter Short (1913–1968) in Hamilton (Kanada) geboren. Er schloss 1971 ein Studium der Sozialen Arbeit an der McMaster University ab. Statt danach beruflich in diesen Bereich zu gehen, entschloss er sich, es als Schauspieler zu versuchen. Er kam schnell zu ersten Theaterengagements sowie Auftritten in Werbespots und Fernsehserien.
Ab 1977 war Short zeitweise Mitglied der bekannten Improvisationstheatergruppe The Second City in Chicago. 1979 hatte er seine erste Rolle in einem Kinofilm in Ein irres Paar an der Seite von George Segal und Glenda Jackson. 

### Shows und Kunstfiguren

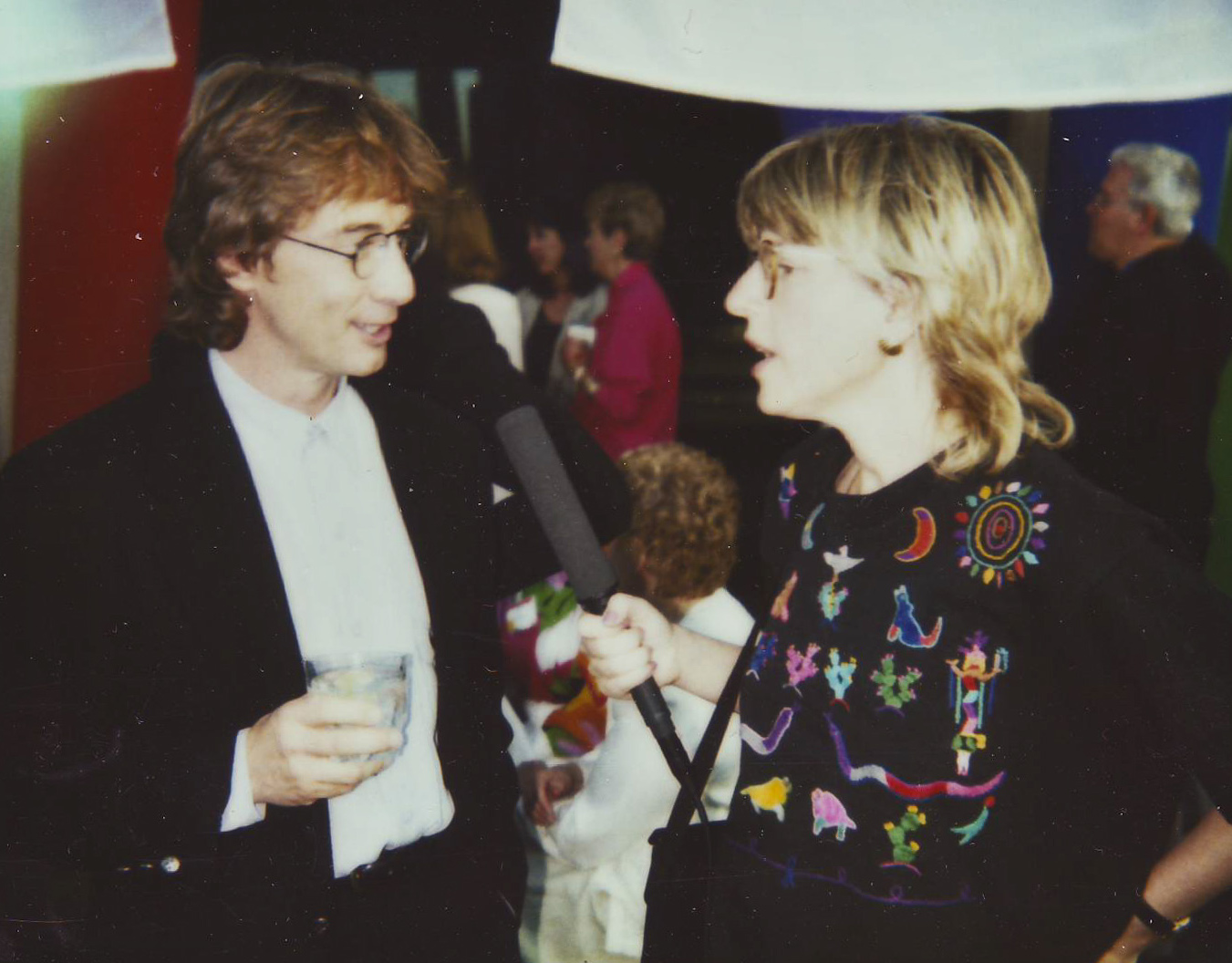
Martin Short im Interview

Seinen endgültigen Durchbruch in Kanada erlebte er, als er ab 1982 ein Ensemble-Mitglied der beliebten kanadischen Sketchshow Second City Television war. 1984 wechselte er zu dessen berühmterem amerikanischen Pendant Saturday Night Live und blieb dort ein Jahr. Ab den 1980ern wurde Short einerseits für seine Parodien berühmter Personen, andererseits aber auch für die Entwicklung eigener Figuren bekannt. Seine zwei wahrscheinlich bekanntesten Kunstfiguren über die Jahre sind:
- Ed Grimley, ein ungekämmter und nerdiger junger Mann mit abstehenden Haaren.[7] Sein Wissen beschränkt sich vor allem auf Pop- und Trivialkultur, darunter Quizshows, zudem spielt er die Triangel.
- Jiminy Glick, ein oberflächlicher und geschwätziger Unterhaltungsreporter, der ständig Gerüchte verbreitet und vom Thema abkommt, seine Gesprächspartner unterbricht und durch fehlerhaftes Wissen über diese auffällt. In der Rolle des Jiminy Glick interviewte Short über die Jahrzehnte viele Hollywood-Größen.[8]

Von 2001 bis 2003 führte Short in seiner Rolle des Glick durch die parodistische Talkshow Primetime Glick auf Comedy Central.
Seit 2015 tourt Martin Short regelmäßig gemeinsam mit Steve Martin in Comedyshows durch die Vereinigten Staaten. 2018 erschien bei Netflix ein Comedy-Special mit Martin und Short unter dem Titel Steve Martin and Martin Short: An Evening You Will Forget for the Rest of Your Life, das vier Nominierungen für den Emmy erhielt.

### Film-, Fernseh- und Theaterrollen
Beginnend mit dem Film ¡Drei Amigos! aus dem Jahr 1986, in dem er neben Steve Martin und Chevy Chase die dritte Hauptrolle hatte, stand Short regelmäßiger für Hollywood-Filme vor der Kamera. In der Science-Fiction-Komödie Die Reise ins Ich (1987) gerät er als hypochondrisch veranlagter Supermarktkassierer in lebensgefährliche Situationen, in der Krimikomödie Das Bankentrio (1989) waren er und Nick Nolte als Bankräuber zu sehen. In den Filmen Vater der Braut (1991) und Ein Geschenk des Himmels – Vater der Braut 2 (1995) spielte Short, erneut an Steve Martins Seite, den exzentrischen Hochzeitsplaner Franck Eggelhoffer. 
1996 war Short Ensemblemitglied der prominent besetzten Science-Fiction-Komödie Mars Attacks! von Tim Burton und verkörperte darin einen Mitarbeiter des Weißen Hauses. Im darauffolgenden Jahr spielte er neben Tim Allen einen Geschäftsmann in der Komödie Aus dem Dschungel, in den Dschungel. Gemeinsam mit Allen spielte Short auch 2006 in Santa Clause 3 – Eine frostige Bescherung die Rolle des Jack Frost. Seit den 2010er-Jahren steht Short deutlich seltener für Kinofilme vor der Kamera, Ausnahmen waren Inherent Vice – Natürliche Mängel (2014) und Aquaman: Lost Kingdom (2023).
Stattdessen spielte Short in jüngerer Vergangenheit vermehrt in Fernsehserien. Er spielte von 2014 bis 2015 die Titelrolle des Komikers John Mulaney in der Sitcom Mulaney, die allerdings bereits nach einer Staffel wieder eingestellt wurde. 2016 war er gemeinsam mit Maya Rudolph in der Sketchshow Maya & Marty zu sehen. Ab 2019 verkörperte er in den ersten zwei Staffeln von The Morning Show eine wiederkehrende Nebenrolle als Regisseur Dick Lundry. Seit 2021 spielt Short in der erfolgreichen Krimikomödien-Serie Only Murders in the Building eine der Hauptrollen als abgehalfterter Regisseur Oliver Putnam an der Seite von Steve Martin und Selena Gomez. Für seine Darstellung in dieser Serie gewann er den Screen Actors Guild Award und erhielt außerdem Nominierungen für den Emmy Award und den Golden Globe Award.
Zudem ist Short auch bekannt für seine gesprochenen Rollen in Zeichentrickfilmen, darunter Hubi, der Pinguin, Jimmy Neutron, Madagascar 3: Flucht durch Europa und Frankenweenie. Von 2010 bis 2018 sprach Short die Titelfigur in der Kinderserie Der Kater mit Hut ein.
Short blieb auch in späteren Jahren der Theaterarbeit verbunden und war seit 1993 mehrfach am Broadway zu sehen. 1999 erhielt er für seine Darstellung in Neil Simons Little Me den Tony Award in der Kategorie Bester Hauptdarsteller in einem Musical. Zuvor hatte er bereits für Simons Musical The Goodbye Girl, in dem er 1993 gespielt hatte, eine erste Tony-Award-Nominierung erhalten.
Seine deutsche Synchronstimme ist in der Regel Michael Pan.

### Privates
1980 heiratete er Nancy Dolman, die ebenfalls Schauspielerin war und in diversen Fernsehserien spielte. Das Ehepaar hatte drei Kinder. Dolman starb am 21. August 2010 im Alter von 58 Jahren.
Short wurde im Jahr 1994 zum Member und 2019 zum Officer of the Royal Order of Canada benannt.

## Filmografie (Auswahl)

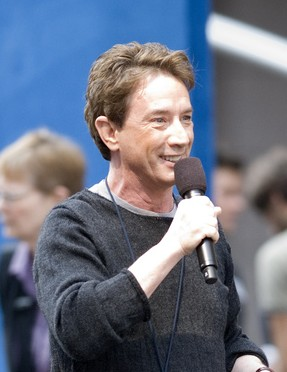
Martin Short (2006)

### Spielfilme
- 1979: Ein irres Paar (Lost and Found)
- 1986: ¡Drei Amigos! (¡Three Amigos!)
- 1987: Die Reise ins Ich (Innerspace)
- 1987: Was nun? (Cross My Heart)
- 1989: Das Bankentrio (Three Fugitives)
- 1989: The Big Picture
- 1989: The Making of Me
- 1991: Reine Glückssache (Pure Luck)
- 1991: Vater der Braut (Father of the Bride)
- 1992: Captain Ron
- 1994: Clifford – Das kleine Scheusal (Clifford)
- 1995: Ein Geschenk des Himmels – Vater der Braut 2 (Father of the Bride Part II)
- 1996: Mars Attacks!
- 1997: Aus dem Dschungel, in den Dschungel (Jungle 2 Jungle)
- 1997: Der Zauberwunsch (A Simple Wish)
- 1998: Akbar’s Adventure Tours
- 1999: Mumford
- 2001: Ein Kuss mit Folgen (Prince Charming)
- 2001: Ran an die Braut (Get Over It)
- 2002: CinéMagique (Disney-Attraktion)
- 2006: Santa Clause 3 – Eine frostige Bescherung (The Santa Clause 3: The Escape Clause)
- 2014: Inherent Vice – Natürliche Mängel (Inherent Vice)
- 2022: Mack & Rita
- 2023: Aquaman: Lost Kingdom (Aquaman and the Lost Kingdom)

### Fernsehen
- 1972: Right On (Fernsehserie)
- 1972: Cucumber (Fernsehserie)
- 1976: Second City (Fernsehserie)
- 1976–1977: The David Steinberg Show (Fernsehshow)
- 1978: Cementhead (Fernsehfilm)
- 1979–1980: The Associates (Fernsehserie)
- 1979: The Family Man (Fernsehfilm)
- 1980–1981: I’m a Big Girl Now (Fernsehserie)
- 1980: Love Boat (Fernsehserie, Folge „Doc und die kleinen Blondinen“)
- 1981: SCTV Network 90 (Fernsehserie)
- 1981: Taxi (Folge 4x04 „Vom Schuhputzer zum Programmdirektor“)
- 1983: Sunset Limousine (Fernsehfilm)
- 1983: SCTV Channel (Fernsehserie)
- 1984–2024: Saturday Night Live (Fernsehshow, 33 Folgen)
- 1985: Martin Short Concert for the North America (Fernsehauftritt)
- 1987: Really Weird Tales (Fernsehauftritt)
- 1989: I, Martin Short, Goes Hollywood (Fernsehauftritt)
- 1989: Andrea Martin … Together Again (Fernsehauftritt)
- 1990–1993: Maniac Mansion (Fernsehserie)
- 1993: Money for Nothing (Fernsehauftritt)
- 1994, 1999–2000: The Martin Short Show (Fernsehshow; Moderation)
- 1998: Merlin (Fernsehauftritt)
- 1999: Alice im Wunderland (Alice in Wonderland, Fernsehfilm)
- 2001–2003: Primetime Glick (Fernsehserie)
- 2001: Ein Kuss mit Folgen (Prince Charming, Fernsehfilm)
- 2005: Law & Order: Special Victims Unit (Fernsehserie, Folge 6x18 „Unberührt“)
- 2005: Arrested Development
- 2010: Damages – Im Netz der Macht (Damages, Fernsehserie)
- 2011: Weeds – Kleine Deals unter Nachbarn (Weeds, Fernsehserie, 3 Folgen)
- 2011–2012: How I Met Your Mother (Fernsehserie, 3 Folgen)
- 2015: Unbreakable Kimmy Schmidt (Fernsehserie, Folge 1x04)
- 2016: Modern Family (Fernsehserie, Staffel 8x03)
- 2016: Maya & Marty (Fernsehshow; Moderation)
- 2018: Steve Martin and Martin Short: An Evening You Will Forget for the Rest of Your Life (Fernsehspecial)
- 2019: The Morning Show (Fernsehserie, 3 Folgen)
- 2021: Schmigadoon! (Fernsehserie)
- seit 2021: Only Murders in the Building (Fernsehserie)
- 2024: Jimmy Kimmel Live! (Fernsehshow; Moderation)

### Synchronarbeiten
- 1982: Miss Peach of the Kelly School (Fernsehserie)
- 1988: The Completely Mental Misadventures of Ed Grimley (Fernsehserie)
- 1993: Vier Dinos in New York (We’re Back! A Dinosaur’s Story)
- 1995: Hubi, der Pinguin (The Pebble and the Penguin)
- 1998: Der Prinz von Ägypten (The Prince of Egypt)
- 2001: Jimmy Neutron – Der mutige Erfinder (Jimmy Neutron: Boy Genius)
- 2002: Jimmy Neutron (The Adventures of Jimmy Neutron: Boy Genius)
- 2002: Der Schatzplanet (Treasure Planet)
- 2003: 101 Dalmatiner Teil 2 – Auf kleinen Pfoten zum großen Star! (101 Dalmatians II: Patch’s London Adventure)
- 2004: Barbie als Die Prinzessin und das Dorfmädchen (Barbie as the Princess and the Pauper)
- 2008: Die Geheimnisse der Spiderwicks (The Spiderwick Chronicles)
- 2010–2018: Der Kater mit Hut (The Cat in the Hat)
- 2012: Madagascar 3: Flucht durch Europa (Madagascar 3: Europe’s Most Wanted)
- 2017: Elliot the Littlest Reindeer
- 2017: Die Simpsons (Staffel 29 Folge 2)
- 2019: Die Addams Family (The Addams Family)
- 2020: Familie Willoughby (The Willoughbys)

### Autor
- 1981: SCTV Network 90 (Fernsehserie)
- 1983: SCTV Channel (Fernsehserie)
- 1984–1985: Saturday Night Live (Fernsehshow)
- 1985: Martin Short Concert for the North Americas (Fernsehspecial)
- 1988: The Completely Mental Misadventures of Ed Grimley (Fernsehserie)
- 1989: I, Martin Short, Goes Hollywood (Fernsehfilm)
- 1994: The Martin Short Show (Fernsehshow)
- 1999–2000: The Martin Short Show (Fernsehshow)
- 2001–2003: Primetime Glick (Fernsehserie)
- 2003: La La Wood
- 2012: I, Martin Short, Goes Home (Fernsehfilm)
- 2016: Maya & Marty (Fernsehshow)
- 2018: Steve Martin and Martin Short: An Evening You Will Forget for the Rest of Your Life (Fernsehspecial)

### Produzent
- 1988: The Completely Mental Misadventures of Ed Grimley (Fernsehserie, ausführender Produzent)
- 1994, 1999–2000: The Martin Short Show (Fernsehserie, ausführender Produzent)
- 2001–2003: Primetime Glick (Fernsehserie, ausführender Produzent)
- 2003: La La Wood
- 2004: Jiminy Glick in Gagawood
- 2012: I, Martin Short, Goes Home (Fernsehfilm, ausführender Produzent)
- 2018: Steve Martin and Martin Short: An Evening You Will Forget for the Rest of Your Life (Fernsehspecial, ausführender Produzent)
- seit 2021: Only Murders in the Building (Fernsehserie, ausführender Produzent)

## Preise
- 1982: Emmy: Outstanding Writing in a Variety or Music Program, SCTV Comedy Network; award shared
- 1982: Nelly: Outstanding Writing, SCTV Comedy Network
- 1993: Outer Critics Circle Award: Outstanding Actor in a Musical, The Goodbye Girl
- 1993: Theatre World Award
- 1999: Outer Critics Circle: Outstanding Actor in a Musical Little Me
- 1999: Tony: Actor in a Musical, Little Me
- 2025: Screen Actors Guild Award: Bester Darsteller in einer Comedyserie, Only Murders in the Building